# François Jouve
Pour les articles homonymes, voir Jouve.
François Jouve (Francés Jouve en provençal) est un conteur et écrivain français de langue provençale né à Carpentras le 23 octobre 1881 et mort dans la même ville le 17 novembre 1968.
Issu d'une famille de boulangers et boulanger lui-même, François Jouve puise une partie de son inspiration dans les souvenirs familiaux. Ses œuvres, toutes en provençal, sont avant tout destinées à être racontées. Membre du Félibrige depuis 1912, il en devient majoral en 1931 et obtient en 1954 le prix Frédéric-Mistral de prose pour ses Contes.

## Biographie

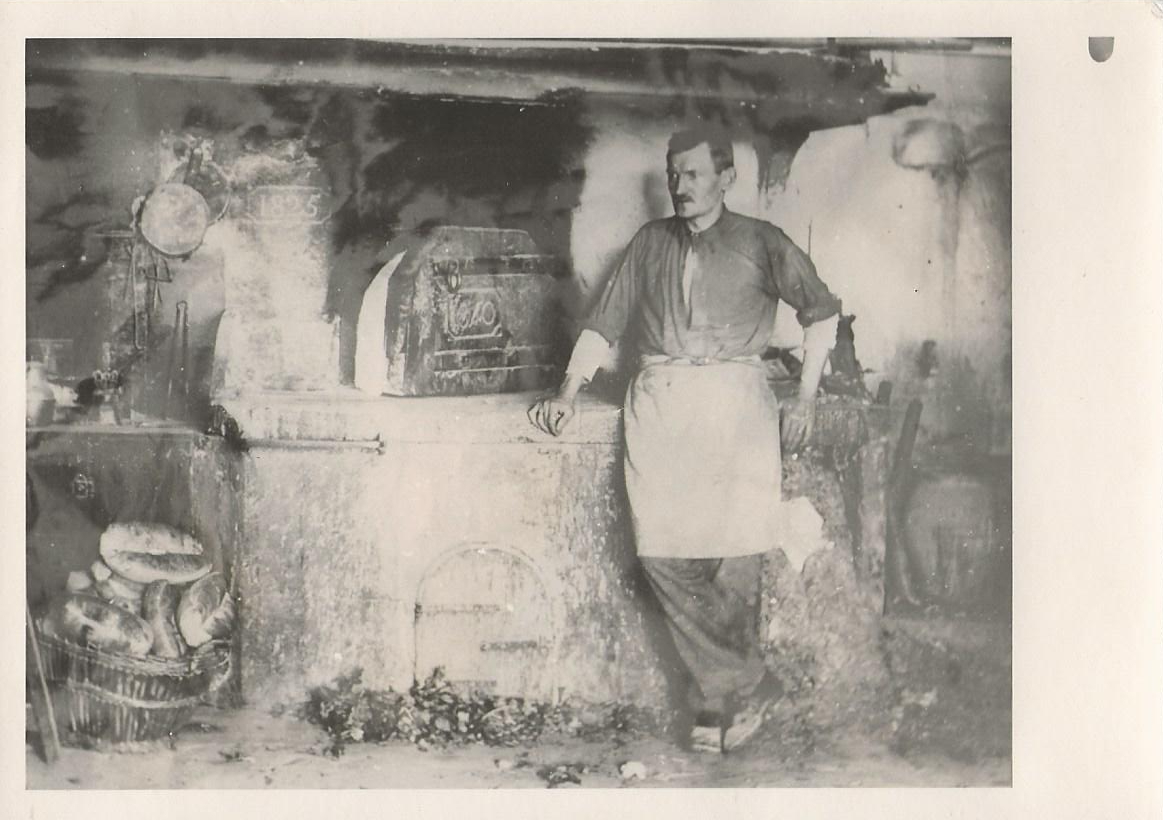
François Jouve et le « Four des Blondins ».

François Joseph Hilarion Jouve naît à Carpentras le 23 octobre 1881 dans la boulangerie familiale de la rue de la Porte de Mazan. Fils, petit-fils, arrière-petit-fils de boulangers (en provençal, « fournié »), il grandit près de ses parents Auguste-Barthélémy Jouve et Thérèse Favère, de ses grands-parents, des tantes et des familiers du four, dit « le Four des Blondins » car tous étaient blonds. Après quelques années d’études, d’abord à l’école chrétienne des Frères, puis au Petit Séminaire de Sainte-Garde, près de Saint-Didier, dès quinze ans il se met au pétrin.

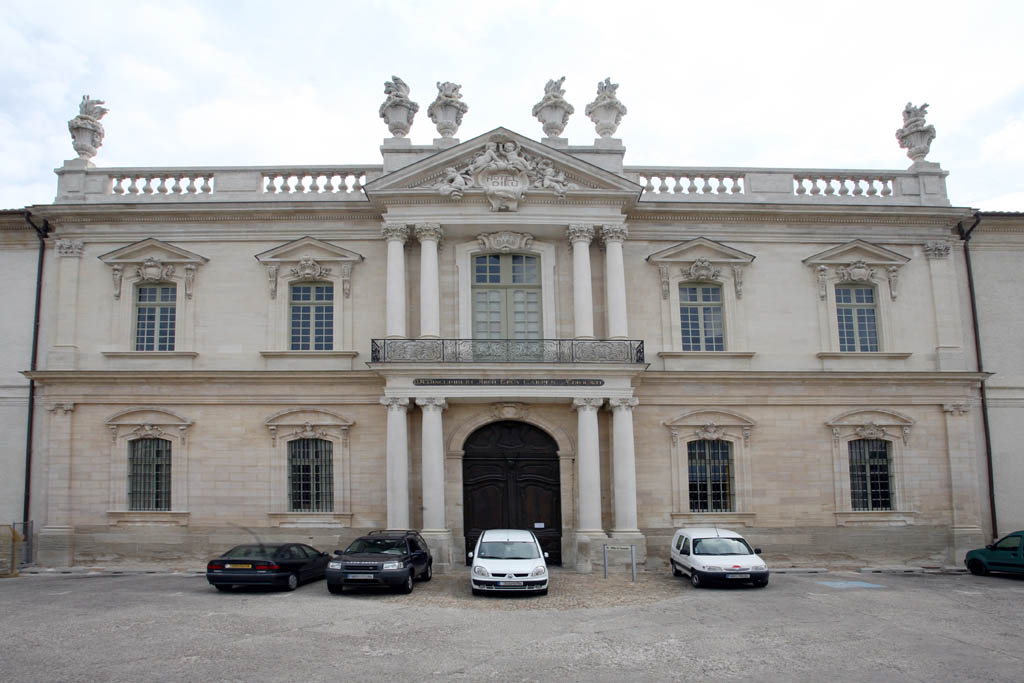
Hôtel-Dieu de Carpentras.

Il effectue son service militaire de 1902 à 1905 en qualité « d’officier d’Administration du Cadre auxiliaire des Subsistances militaires ». Il termine la Seconde Guerre mondiale comme capitaine. Il espère continuer dans la carrière, mais il est rayé des cadres, en mars 1940, pour raison médicale.
En 1925, à Vaison-la-Romaine, il épouse Henriette Fabre, de dix ans sa cadette. Bien que d’une famille bourgeoise — elle est la sœur d'un sénateur du Vaucluse —, elle s’adapte au métier de boulangère.
Parvenu à l’âge de la retraite, en 1942, François Jouve se retire avec sa femme dans une propriété qu’il avait achetée trois ans plus tôt à Carpentras, « l’Ermitage de Frescati », où Henriette meurt en 1945, et où il demeure, seul, jusqu’en 1960. À cette date, très affaibli, il fait donation du domaine à l’Hôtel-Dieu de Carpentras, à charge pour l’établissement de l’héberger et le soigner jusqu’à ses derniers jours. C’est là qu’il meurt dans sa 88e année, le 17 novembre 1968.

## Carrière littéraire
En 1907, lors d’un concours organisé à Avignon, Jouve obtient plusieurs prix en prose et poésie provençales ; la même année, il adhère à l’Escolo dóu Ventour (l’École du Ventoux) ; il donne son premier conte à l’Armana prouvençau (l’Almanach provençal) en 1908. Entré au Félibrige en 1912, il organise, l’année suivante, les fêtes de la Maintenance à Carpentras.
La guerre interrompt cet élan et il faut attendre 1931 pour que soit publiée une plaquette, Au Four di Bloundin, recueil de cinq contes qui lui vaut, la même année à la Santo Estello de Pau, le titre de majoral et la Cigale d’Irlande, la cigale du prince-voyageur-poète-félibre irlandais William Bonaparte-Wyse (descendant de Lucien Bonaparte). Trois ans plus tard paraît Lou Papo di fournié (Le Pape des boulangers). En 1954, il reçoit le prix Frédéric-Mistral de prose pour ses Contes.

## Analyse de l'œuvre
L’originalité de ses récits, puisés au fonds familial ou familier, tient aux préliminaires minutieux, au rythme large et cadencé de la phrase, au pittoresque du vocabulaire et des comparaisons, à la sensibilité teintée d’humour. Il appartient à la famille de ces « raconteurs » faits pour parler, non pour écrire. Mais, en même temps, son style est impeccable : François Jouve élaborait longuement ses histoires et ne consentait à les dire que fin prêtes.
Ses Contes mettent en scène des gens de sa famille et d’autres figures pittoresques de son monde. Son œuvre majeure, Lou Papo di Fournié (1934), raconte sur le mode héroï-comique comment les boulangers d’Avignon, las d’être si mal considérés sous le pontificat de Jean XXII, envoyèrent une délégation auprès de son successeur Benoît XII, obtinrent de celui-ci réparation pour n’en être, au bout du compte, pas plus satisfaits.

## François Jouve vu par ses pairs
Le four du Blondin, qu’il avait lui-même placé sous la devise mistralienne « Mestié vau barounié », n’était pas une simple boulangerie. Y venaient les amis félibres, mais aussi des écrivains, du pays ou de l’étranger, qui savaient trouver en leur hôte la mémoire de Carpentras et de la vie comtadine, tels André de Richaud qui a passé son enfance à Althen-des-Paluds, Marie Mauron ou le Suisse Blaise Cendrars. Un voisin décrit ainsi ce curieux cercle cosmopolite : « La Société des Nations se réunit maintenant au four des Blondins ».

« Auprès de cet ermite au visage de faune rieur, de ce poète dont Léon-Gabriel Gros a dit qu’Horace ne l’eût pas désavoué, j’apprenais tout sur le pays, ses paysages et ses fastes passés, ses citoyens marquants d’hier et d’aujourd’hui... »

— Marie Mauron, Berbiguier de Carpentras : en proie aux farfadets.

« L’index sous le nez et perpendiculaire aux lèvres minces comme celles de Voltaire, l’œil fixé sur la scène qu’il dépeint, il raconte comme on dessine... D’une précision mathématique, sa façon de raconter fait penser à celle de Jouvet jouant la comédie. Le moindre trait est immuable et l’ensemble est sans bavures. Tout a été — on le devine, si on est un peu du métier — réglé pendant les heures nocturnes où la pâte tourne en rond en ronronnant. »

— André de Richaud, Le Four du Blondin.

## Publications

### Recueils
- Au Four di Bloundin, Aix-en-Provence, Edicioun dou Porto-Aigo, 1931.
- Lou Papo di fournié, Aix-en-Provence, Edicioun dou Porto-Aigo, 1933.
- La Boulo di gàrri, recueil dactylographié, 1954.
- Lou Papo di fournié, Saint-Rémy-de-Provence, Groupamen d’Estudi prouvençau, 1966 (1re éd. 1933).
- Au balutèu di remembranço  (préf. Marcel Bonnet), Saint-Rémy-de-Provence, Groupamen d’Estudi prouvençau, 1966, 85 p.
- Conte e Raconte  (préf. Marie Mauron), Avignon, Les Presses universelles, 1972, 221 p. (texte original et traduction).
- Lou Papo di fournié e àutri conte  (préf. Charles Rostaing), Avignon, Les Presses universelles, 1973, 255 p. (texte original et traduction).
- La Boulo di gàrri (La Boule aux rats)  (trad. Lucette Besson), Montfaucon, Éditions A l’asard Bautezar !, 2018, 240 p. (texte et traduction).
- Lou Papo di fournié (Le Pape des fourniers)  (trad. Lucette Besson), Montfaucon, Éditions A l’asard Bautezar !, 2018, 144 p. (ISBN 979-1-0941-9911-4) (texte original et traduction).
- Lou Marqués de Frescàti e àutri conte (Le Marquis de Frescati et autres contes)  (trad. Lucette Besson), Montfaucon, Éditions A l’asard Bautezar !, 2019, 163 p. (ISBN 979-1-0941-9913-8) (texte original et traduction).

### Contributions à des revues
- L’Armana dou Ventour (1909-1913).
- Lou Bon Samenaire (1913).
- L’Armana prouvençau (1908-1957).
- FE (1943-1954).
- L’Armana di Felibre (1958).

## Distinctions et hommages

### Distinctions
- Chevalier de la Légion d’honneur (1933) ;
- Palmes d’officier de l’Instruction publique (1950) ;
- Chevalier de l’ordre de la Santé publique (1954).

### Expositions et rétrospectives
- 1981 : bibliothèque Inguimbertine de Carpentras, pour le centenaire de la naissance de François Jouve.
- 2018 :
  - 22 septembre : journée d'hommage à Bédoin par L'Escolo dou Ventour[11].
  - 22 septembre - 21 octobre : exposition à la nouvelle bibliothèque Inguimbertine, pour le cinquantenaire de sa disparition.
  - 6 octobre : « colloque François Jouve » à la bibliothèque Inguimbertine.

### Hommages
Une rue et une école à Carpentras ainsi qu'une rue à Avignon et une autre à Monteux portent le nom de « François-Jouve ».

## Pour en savoir plus